# Sofia Isella
Sofia Isella Miranda (Los Angeles, 29 gennaio 2005) è una cantautrice statunitense.

## Biografia
È figlia del regista cileno-statunitense Claudio Miranda e dalla scrittrice Kelli Bean. Inizia a suonare il violino all'età di tre anni e scrive il testo della sua prima canzone all'età di otto anni. La famiglia di Isella si è trasferita frequentemente durante la sua infanzia, stabilendosi infine a Burleigh Heads, nel Queensland, nel 2020.

## Carriera
Il primo EP di Sofia Isella, I'm Not Yours, è stato pubblicato nel 2020 e consisteva principalmente in canzoni che aveva scritto quando aveva 14 e 15 anni. Dopo essersi trasferita in Australia, tenne diversi concerti, tra cui un set al Caloundra Music Festival. Dopo aver guadagnato popolarità su TikTok, Sofia Isella ha aperto il concerto di Melanie Martinez e Tom Odell tra la fine del 2023 e l'inizio del 2024. Nel maggio e giugno 2024, ha aperto il Trilogy Tour di Martinez. Due mesi dopo, è stata l'artista di apertura dell'Eras Tour di Taylor Swift.
Sofia Isella ha pubblicato il suo secondo EP, I Can Be Your Mother, il 6 settembre 2024. Ha fatto un tour in California e ha iniziato il suo primo tour mondiale nell'aprile 2025. Il suo terzo EP, I'm camera., è uscito nel maggio 2025.

## Arte e influenze
Lo stile musicale di Sofia Isella è stato descritto come alternativo, gotico, e indie. Le sue canzoni si concentrano spesso sui temi dell'emancipazione femminile. Tra le sue principali influenze artistiche ha citato Trent Reznor, Beck, Taylor Swift, Sylvia Plath, Margaret Atwood, Mona Awad e Anne Sexton.

## Discografia

### Extended play
- 2020 – I'm Not Yours (autoprodotto)
- 2024 – I Can Be Your Mother (autoprodotto)
- 2025 – I'm camera. (autoprodotto)

### Singoli
| Titolo                                     | Anno | EP di provenienza    |
| ------------------------------------------ | ---- | -------------------- |
| Rainbow Rocket Ride                        | 2022 | —                    |
| All of Human Knowledge Made Us Dumb        | 2022 | —                    |
| Us and Pigs                                | 2023 | —                    |
| I Looked the Future in the Eyes, It's Mine | 2023 | —                    |
| Hot Gum                                    | 2023 | —                    |
| Everybody Supports Women                   | 2023 | —                    |
| Cacao and Cocaine                          | 2024 | I Can Be Your Mother |
| Unattractive                               | 2024 | I Can Be Your Mother |
| Sex Concept                                | 2024 | I Can Be Your Mother |
| The Doll People                            | 2024 | I Can Be Your Mother |
| Dog's Dinner                               | 2025 | I'm camera.          |
| Josephine                                  | 2025 | I'm camera.          |
| Crowd Caffeine                             | 2025 | I'm camera.          |